# Tove Torbiörnsson
Tove Torbiörnsson, född 30 december 1965 i Mexiko, död 30 oktober 2015 i Stockholm, var en svensk regissör, manusförfattare, filmklippare och filmkonsulent. 

Torbiörnsson var verksam vid Filminstitutet åren 2006-2010 och gav stöd till en rad guldbaggenominerade filmer, bland dem Belleville Baby, Maggie vaknar på balkongen, Ebbe – The Movie, Alice och jag, At Night I Fly, Pojktanten och Videocracy.
Tove Torbiörnsson är dotter till filmaren tillika journalisten Peter Torbiörnsson och Thérèse Torbiörnsson Lindkvist. 

## Regi
- Vad hände med Jonathan (2004)
- Det var en gång ett BB (2001)
- Hitta hem (1999)
- Gully (1999)
- Eldsjälar (1997)
- Asrin (1997)
- För husfridens skull (1996)
- Slottet (1995)
- Oxhunger (1994)